# Liste der Monuments historiques in Aubigné-sur-Layon
Die Liste der Monuments historiques in Aubigné-sur-Layon führt die Monuments historiques in der französischen Gemeinde Aubigné-sur-Layon auf.

## Liste der Bauwerke
| Bezeichnung     | Beschreibung                  | Standort | Kennzeichnung | Schutzstatus | Datum | Bild           |
| --------------- | ----------------------------- | -------- | ------------- | ------------ | ----- | -------------- |
| Kirche St-Denis | Erbaut ab dem 11. Jahrhundert | (Lage)   | PA00109423    | Classé       | 1993  | weitere Bilder |
| Schloss         | Erbaut ab dem 11. Jahrhundert | (Lage)   | PA00108949    | Inscrit      | 1930  | weitere Bilder |

## Liste der Objekte

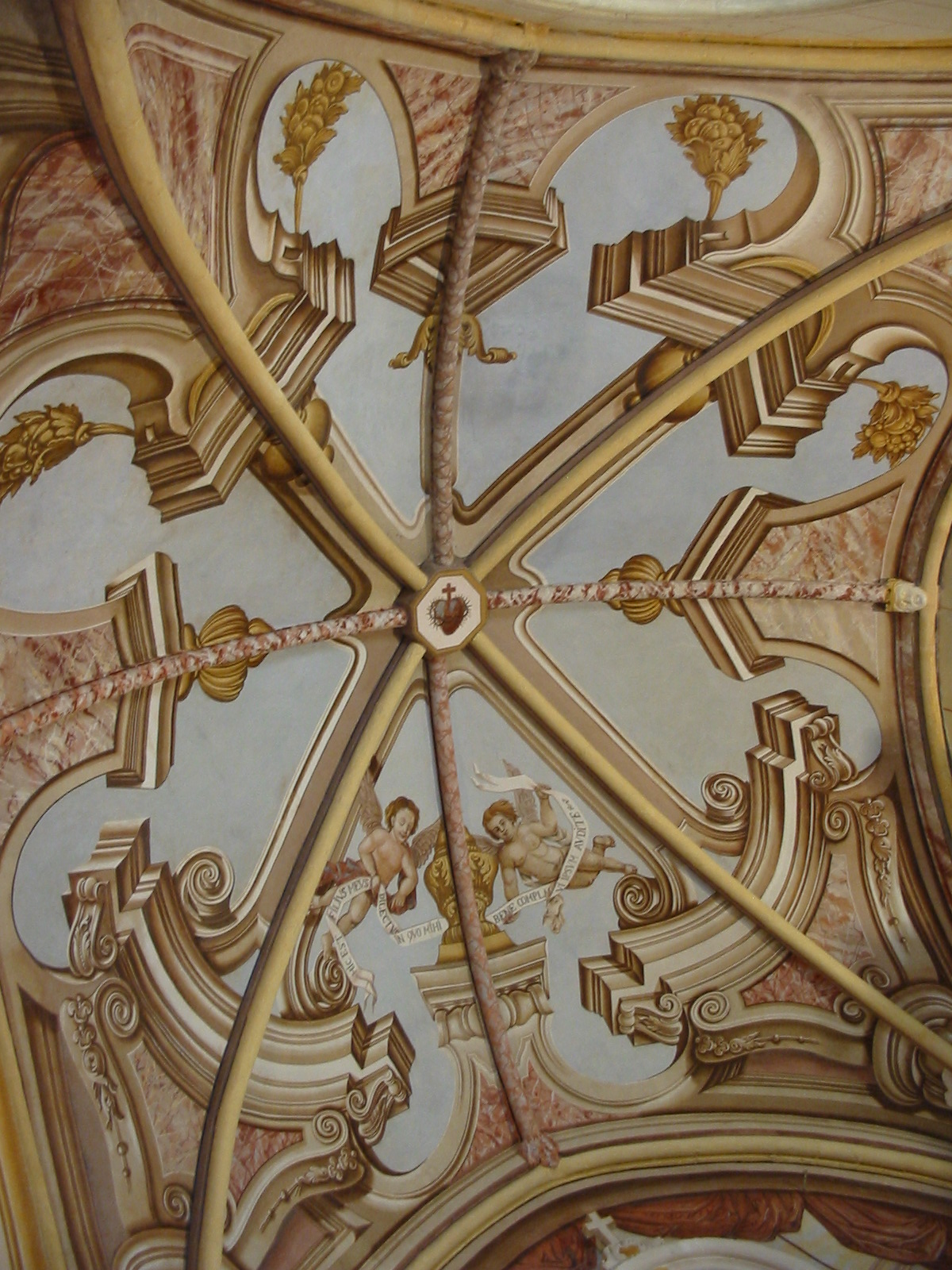
Deckenbemalung aus dem 18. Jahrhundert in der Kirche St-Denis

- Monuments historiques (Objekte) in Aubigné-sur-Layon in der Base Palissy des französischen Kultusministeriums